# Mansa Samaoro
Pour les articles homonymes, voir Samaoro et Soumaoro.
Mansa Samaoro ou Mansa Soumaoro, est une députée et femme politique guinéenne.
Elle est députée guinéene de mars 2020 au 5 septembre 2021.

## Parcours politique
Elle est députée de la liste national du RPG Arc-en-ciel de 2020 en 2021, élu lors des élections législatives de mars 2020. Elle est membre affaires économiques, financières, du plan et de la coopération de la IXe législature de la république de Guinée sous la présidence d'Alpha Condé.